# 葉大有
葉大有（？—？），字谦夫，一字谦之，兴化军仙游县万善里古濑村（今福建仙游）人，宋代官員。

## 生平
葉顒从曾孙。生卒年皆不详。幼家貧，入军学读书。真宗景德二年（1005年）擢李迪榜进士，授泉州知縣。淳佑十二年（1252年）秋七月，與右司郎中徐霖相互彈劾。最後徐霖出知抚州。又彈劾给事中赵汝腾，牟子才上疏反彈劾葉大有。不久葉大被罢职。宝佑元年（1253年），擔任刑部尚书。不久以母病辞，再任宝章阁学士，出知温州。後以母喪丁憂，不久卒。